# Wang Gen
Wang Gen (王艮 ; pinyin Wáng Gěn) (1483-1541) est un penseur de la période de la dynastie Ming, fondateur de l'« école de Taizhou ».

## Biographie
Né dans la région de Yangzhou, Wang Gen est un saunier qui a acquis une éducation de base, se formant de manière autodidacte. Sa rencontre avec le plus grand penseur de l'époque, Wang Yangming, dans les années 1520, marque un tournant dans sa vie. Il devient son disciple, puis l'accompagne jusqu'à sa mort en 1529. Il s'installe alors dans la ville de Taizhou où il fonde son école.
Ce personnage atypique, marqué par ses origines modestes, se sent investi d'une mission réformatrice, voulant rendre le confucianisme accessible à tous. Il met en avant la libre interprétation des textes classiques, au cours d'assemblées réunissant les membres de son école, ainsi que la culture de soi, pour aboutir à une nouvelle mise en ordre du monde. Suivant les préceptes de Wang Yangming, l'expérience pratique est vue comme cruciale. Son mouvement est porteur de revendications sociales, voulant le partage des terres pour les sauniers. Wang Gen s'inscrit donc dans les courants de pensée critique, contestataires de l'ordre établi, qui connaissaient un essor dans la première moitié du XVe siècle. C'est dans son cercle que s'est formé un autre des penseurs iconoclastes majeurs de l'époque Ming, Li Zhi.